# Bracon serenatus
Bracon serenatus är en stekelart som beskrevs av Papp 1990. Bracon serenatus ingår i släktet Bracon och familjen bracksteklar. Inga underarter finns listade.